# 擬鮋刺鮨
擬鮋刺鮨為輻鰭魚綱鱸形目鱸亞目鮨科的其中一種，分布於東南大西洋區，從納米比亞至南非東倫敦海域，棲息深度1-30公尺，體長可達35公分，棲息在近海礁石區，為底棲性魚類，屬肉食性，可做為食用魚及遊釣魚。

## 擴展閱讀
維基物種上的相關：擬鮋刺鮨